# مهدی خانبابا تهرانی
مهدی خان بابا تهرانی از ایرانیان فعال سیاسی و رسانه‌ای مقیم اروپا، زاده ۲۱ اردیبهشت ماه ۱۳۱۳ خورشیدی در تهران، تحصیلات ابتدائی و متوسطه را در همین شهر به پایان رساند. از ۱۲ سالگی به هدایت عمویش با حلقه‌ها و افکار حزب آشنا شده و بعدتر در دبیرستان جذب فعالیت‌های سیاسی و اجتماعی گشت. در ابتدا عضو سازمان جوانان حزب توده شد.

## زندگی فعالیت سیاسی

#### دستگیری اول، واقعه حمله به دفتر روزنامه شورش
در همان سالهای نوجوانی، حسب شغل پدرش با بخشی از کسبه بازار و اصناف تهران که گرایش شدیدی به شاه داشتند، آشنا می‌شود و براساسی اعتمادی که آنها به خانباباتهرانی جوان می‌کنند، از وی می‌خواهند که مسوولیت نوشتن اساسنامه حزب‌شان را برعهده بگیرد. خانباباتهرانی بعد از مشورتی مخفیانه با حزب توده، به همکاری با این گروه ادامه می‌دهد و اساسنامه‌ای برای آنها (حزب شاه پرستان) تدوین می‌کند. در خلال همین رفت‌وامدها، خانبابا متوجه می‌شود که این گروه قصد دارد تا کریم پور شیرازی، مدیر مسوول روزنامه روزنامه شورش را ترور کند. خانباباتهرانی فوراً حزب توده را ازین برنامه مطلع می‌کند، بعدتر حزب توده با کمک صادق شباویز موفق می‌شود برنامه‌ای برای کریم‌پور شیرازی تدارک ببیند و مانع این بشود که کریم‌پور شیرازی در شب حمله به دفتر روزنامه در محل حادثه باشد. در شب حمله، گروهی از اوباش به دفتر روزنامه حمله می‌کنند و در غیاب کریم‌پور شیرازی، به فردی که در دفتر مستقر بود با چاقو حمله می‌کنند. بعد ازین واقعه، دکتر مصدق دستور دستگیری مسببین این واقعه را می‌دهد. خانباباتهرانی در جریان همین دستگیری‌ها، در محل حزب شاه‌پرستان توسط شهربانی بازداشت می‌شود و به زندان میفتد. بعداً با معرفی و اشاره کریم‌پور شیرازی، خانباباتهرانی و یکی دیگر از همکاران از زندان شهربانی خارج می‌شوند.

#### دستگیری‌های بعدی، وقایع بعد از ۲۸ مرداد
وی پس از کودتای ۲۸ مرداد ۱۳۳۲ از طرف حزب توده مأمور می‌شود تا آرشیو روزنامه مردم را در مکانی مخفی کند، با لو رفتن محل انبار روزنامه‌ها، خانبابا هم دستگیر و برای مدت تقریبی سه ماه روانه زندان زرهی شد.
او در سال ۱۳۳۳ برای بار دیگر دستگیر و اینبار به مدت سه ماه روانه زندان قزل‌قلعه شد. در این دوره، خانباباتهرانی با شاهرخ مسکوب، جهانگیر افکاری و طیف متنوعی از روشنفکران و نویسندگان دوران زندان خود را سپری کرد.

### مهاجرت به آلمان
خانبابا تهرانی در سال ۱۳۳۵ پس از آزادی جهت ادامه تحصیل به اروپا رفت. وی از سال ۱۳۳۵ در دانشگاه لودویگ ماکسیمیلیان مونیخ تحصیلات خود را ابتدا در رشته دندان پزشکی آغاز کرد و پس از چند زمستر تغییر رشته داد و در رشته حقوق ثبت نام کرد که این رشته نیز بخاطر درگیری‌های سیاسی ناتمام ماند. او همزمان در راستای سازماندهی جنبش دانشجویی به ایجاد یک سازمان دانشجویی در خارج از کشور همت گماشت و سرانجام در پایه‌گذاری «کنفدراسیون جهانی محصلین و دانشجویان ایرانی-اتحادیه ملی» سهم بزرگی ایفا نمود.
خانبابا تهرانی در تاریخ ۲ نوامبر ۱۹۶۲ میلادی (۱۱ آبان ۱۳۴۱ خورشیدی) در شهر مونیخ آلمان به جرم عضویت در یک «سازمان مخفی براندازی» به دستور پلیس و بدون حکم قاضی دادگاه، زندانی شد و با فعالیت وکیل‌هایش در اواسط فوریه ۱۹۶۳ (بهمن ۱۳۴۱) آزاد گشت. این سرآغاز یک سلسله دستگیری گسترده کمونیستها و اخراج بسیاری از آن‌ها از محل کار ایشان (بخصوص بخش دولتی) محسوب می‌شود. (ر.ک. به تعطیل کردن هفته‌نامه اشپیگل). خانبابا تهرانی در کتاب «نگاهی از درون به جنبش چپ ایران» می‌گوید: حبس بودن در زندان شتادلهایم مونیخ بخاطر ایزوله بودن، تنهایی، تنگی و تاریکی سلول‌ها، گذشته از بازجویی‌ها و شکنجه‌ها در ایران، به مراتب سخت‌تر از زندان ایران بود.
جرم اسمی او که یک کمونیست محسوب می‌شد، طبق ماده ۱۲۸ کتاب قانون جزایی آلمان، مصوبه سال ۱۸۵۱ میلادی، "Geheimbündelei" (همکاری در گروهی مخفی) بود. ماده‌ای که برای مبارزه با فراماسونری و سازمانهای مشابه در کتاب قانون آورده شده بود ولی در قرن بیستم کم و بیش فقط در رابطه با مبارزه علیه کمونیسم به کار گرفته شد. این ماده قانون در سال ۱۹۶۸ حذف شد.

### بازگشت به ایران
مهدی خانباباتهرانی به همراه گروهی از اعضا و فعالان کنفدراسیون جهانی دانشجویان ایرانی مثل بهمن نیرومند، فرهاد سنمار و محمود راسخ، در تاریخ ۲۱ بهمن ۱۳۵۷ با آخرین پرواز سوئیس‌ایر به تهران بازمی‌گردد. طبق گفته‌های خانباباتهرانی، ورود وی و گروه همراهش به مهراباد تحت شرایط ناآرام آن زمان قرار می‌گیرد و آنها دستگیر نمی‌شوند.